# Zamo
Zamo è un dipartimento del Burkina Faso classificato come comune, situato nella Provincia  di Sanguié, facente parte della Regione del Centro-Ovest.
Il dipartimento si compone del capoluogo e di altri 7 villaggi: Bekaporé, Bounga, Bow, Guigui, Koualio, Lia e Sadouan.